# Seti (vader van Ramses I)
Seti of Soeti was een oud-Egyptisch soldaat tijdens de late 18e dynastie van Egypte (14e eeuw v.Chr.), de aanvoerder van het leger, die later werd vermeld als vizier op monumenten van zijn zoon, farao Ramses I.

## Levensloop
Seti, de voorvader van de 19e dynastie van Egypte was afkomstig uit een militaire familie uit de Nijldelta. Volgens sommigen moet hij worden geïdentificeerd met een koninklijk gezant die in de Amarna-brieven onder de naam Sjoeta wordt vermeld. Zijn broer Khaemwaset is waarschijnlijk te identificeren met Koninklijke Waaierdrager en Aanvoerder van de Boogschutters van Koesj Khaemwaset, die wordt vermeld op een standbeeld daterend uit Toetanchamons regering. Khaemwasets echtgenote Taemwadjsy was meesteres van de Harem van Amon en is waarschijnlijk dezelfde Taemwadjsy die de zus was van Hoei, Vicekoning van Koesj. Seti was dus lid van een zeer prominente familie, en nadat zijn zoon Paramessu (de latere Ramses I) door farao Horemheb werd gekozen tot zijn opvolger, zouden Seti's afstammelingen een van de meest machtige dynastieën van Egypte vormen.
Een fragment van een votiefstèle van hem bevindt zich nu in het Oriental Institute in Chicago. Dit fragment is 115 cm breed en 65–70 cm hoog, het bovenste deel beeldt een zittende mannelijke en vrouwelijke figuur af, maar slechts de voet is intact gebleven. Het onderste deel toont drie personen in kledij beïnvloed door Amarnastijl, geflankeerd door Khaemwaset en Ramses, die hier Ramose wordt genoemd. De inscriptie op de stèle leest: “een offergave aan de ka van Osiris-Suti, Aanvoerder van de Troepen van de Heer van de Twee Landen”.